# الاضوار (القفر)

تعديل مصدري - تعديل

الاضوار محلة تابعة لقرية السهلة، التابعة لعزلة بني سباء بمديرية القفر إحدى مديريات محافظة إب في الجمهورية اليمنية، بلغ تعداد سكانها 40 حسب تعداد اليمن لعام 2004.